# 2007 VK184
2007 VK184 is een planetoïde in een omloopbaan tussen 0,743 en 2,709 AE van de zon met een periode van 2,267 jaar. De planetoïde is ontdekt op 2 november 2007 door de Catalina Sky Survey en kan de Aarde zeer dicht naderen.
De planetoïde had tijdelijk een waarde van 1 op de schaal van Torino. Het was toen enige planetoïde met deze waarde, alle andere bekende planetoïden hebben een waarde van 0.
Berekeningen toonden aan dat deze planetoïde op 3 juni 2048 met een waarschijnlijkheid van ca. 0,034% op de aarde zou kunnen inslaan. De waarschijnlijkheid dat dit object de aarde zonder gevaar ging passeren bedroeg toen derhalve ca. 99,97% of 2939/2940.
Waarnemingen tussen 18 december 2007 en 4 januari 2008 leverden destijds een waarschijnlijkheid op van 1 op 2700 (0,037%). Een dag later echter werd deze uitslag alweer teruggedraaid.
Op 28 maart kreeg de planetoïde weer een waarde van 0 op de schaal van Torino.